# Michèle Laroque
Michèle Laroque (ur. 15 czerwca 1960 w Nicei) – francuska aktorka filmowa.

## Życiorys
Urodziła się 1960 roku w Nicei. Jej rodzicami była rumuńska tancerka Doina Trandabur oraz francuski lekarz Claude Laroque. Studiowała ekonomię i język angielski w Antibes. W trakcie studiów przeniosła się do USA, gdzie kontynuowała edukację w Austin w Teksasie. W 1979 roku uległa ciężkiemu wypadkowi komunikacyjnemu, po którym przez dwa lata przebywała w szpitalu.
Po dojściu do formy postanowiła zostać komikiem. W 1988 roku wystąpiła w programie rozrywkowym La Classe.
W 1989 roku wystąpiła w epizodycznej roli w filmie Suivez cet avion, co zapoczątkowało jej karierę aktorki. Z rolę w filmie Kryzys (La Crise) otrzymała nominację do nagrody Cezara. Od tego czasu pojawiła się jeszcze w kilkudziesięciu filmach.
Michèle Laroque była przez krótki okres żoną reżysera teatralnego Dominique Deschamps, lecz jej małżeństwo zakończyło się rozwodem. Mają córkę Oriane urodzoną 12 czerwca 1995. Od 2008 roku, jej konkubentem jest polityk François Baroin.

## Filmografia wybrana[2]
- Suivez cet avion (1989)
- Mąż fryzjerki (Le Mari de la coiffeuse, 1990)
- Kryzys (La Crise, 1992)
- Tango (1993)
- Pedał (Pédale douce, 1996)
- Plotka (Le placard, 2001)
- Wymarzony domek (La Maison du bonheur, 2006)
- Sąsiadka (The Neighbor, 2007)
- Oskar i pani Róża (Oscar et la Dame Rose, 2009)